# Destilación con conos rotatorios
Las columnas de conos rotatorios se utilizan en forma de destilación al vapor a baja temperatura para extraer suavemente los productos químicos volátiles de los alimentos líquidos y minimizar el efecto sobre el sabor del producto.  Por ejemplo, las columnas se pueden usar para eliminar parte del alcohol del vino, los olores "apagados" de la crema y para capturar compuestos aromáticos que de otra manera se perderían en el procesamiento del café . 

## Mecanismo
Las columnas están hechas de acero inoxidable.  Las paletas cónicas están unidas alternativamente a la pared de la columna y a un eje central giratorio.  El producto se vierte en la parte superior al vacío y el vapor se bombea a la columna desde abajo.  Las paletas proporcionan una gran área de superficie sobre la cual los compuestos volátiles pueden evaporarse en el vapor, y la rotación asegura que una capa delgada del producto se mueva constantemente sobre el cono móvil.  Por lo general, el líquido tarda 20 segundos en moverse a través de la columna y las columnas industriales pueden procesar 16-160 litros por minuto.  La temperatura y la presión se pueden ajustar dependiendo de los compuestos seleccionados. 

## Controversia del vino
Las mejoras en la viticultura y las cosechas más cálidas han llevado a un aumento de los niveles de azúcar en las uvas de vino, lo que se ha traducido en niveles más altos de alcohol, que pueden alcanzar más del 15% ABV en Zinfandels de California. Algunos productores sienten que esto desequilibra su vino, y usan conos giratorios para reducir el alcohol en 1-2 puntos porcentuales. En este caso, el vino se pasa a través de la columna una vez para destilar los compuestos aromáticos más volátiles que luego se ponen a un lado mientras el vino pasa por la columna una segunda vez a una temperatura más alta para extraer el alcohol. Los compuestos aromáticos se mezclan de nuevo en el vino. Algunos productores como Joel Peterson de Ravenswood argumentan que los "arreglos" tecnológicos, como los conos giratorios, eliminan la sensación de terroir del vino; si el vino tiene los taninos y otros componentes para equilibrar el 15% de alcohol, Peterson argumenta que debe aceptarse en sus propios términos.
El uso de conos giratorios y otras tecnologías, como la ósmosis inversa, se prohibió en la UE hasta hace poco, aunque durante muchos años se podían usar libremente en vinos importados a la UE de ciertos países productores de vino del Nuevo Mundo, como Australia y los Estados Unidos.  En noviembre de 2007, la División de Normas del Vino (WSB) de la Agencia de Normas Alimentarias del Reino Unido prohibió la venta de un vino llamado Sovio, elaborado con uvas españolas que normalmente producirían vinos con un 14% de ABV.  Sovio maneja el 40-50% del vino sobre los conos giratorios para reducir el contenido de alcohol al 8%, lo que significa que, según la legislación de la UE, no se puede vender como vino, ya que estaba por debajo del 8,5%; por encima de eso, según las normas vigentes en ese momento, se prohibiría porque los conos giratorios no podrían utilizarse en la vinificación de la UE.
Posteriormente, la UE legalizó la descoholización con un límite de ajuste del 2% en su Código de Prácticas de Elaboración, publicando eso en su Reglamento de la Comisión (EC No. 606 de 10 de julio de 2009) y estipulando que la descoacolización debe realizarse mediante "técnicas de separación física" que abarcarían el método del cono giratorio. 
Más recientemente, en las Resoluciones de la Organización Internacional del Vino OIV-OENO 394A-2012 y OIV-OENO 394B-2012 del 22 de junio de 2012 se modificaron los procedimientos de vinificación recomendados por la UE para permitir el uso de la columna de cono de hilado y las técnicas de membrana tales como ósmosis inversa en el vino, sujeto a una limitación del 20% en el ajuste.  Esa limitación está actualmente bajo revisión tras la propuesta de algunos miembros de la UE de que se elimine por completo.  La limitación es aplicable solo a los productos formalmente etiquetados como "vino".

## Véasae también
- Vinificación
- Destilación
- Destilación de banda giratoria

## Otras lecturas
- Robinson, Jancis (2006). The Oxford Companion to Wine, third edition. Oxford University Press. ISBN 978-0-19-860990-2.